# 시모무라 아이
시모무라 아이(일본어: 下村愛)는 일본의 전 성인 비디오 여배우이며, 현재는 그랜드 슬램에 소속되어 활동하고 있는 여배우이다. AV 활동 당시 사용했던 예명인 호노카(穂花)로 잘 알려져 있다. AV배우로 활동했을때에는 프로필 상에 1983년 6월 20일 생으로 표기되어 있었다. 데뷔 전 간호사와 레이싱 모델 경험이 있는 독특한 경력을 가지고 있다.
아동 복지시설, 유괴, 아동 성학대, 자해 등을 경험하는 등 파란만장한 어린 시절을 보냈다. 전문과에서 퇴학한 후, 상경해서 간호사로 근무하던 중에 모델로 스카우트되었고, 소속사 사장에게 속아 강제로 AV 업계에 데뷔하였다.
2006년과 2007년에 S1 NO.1 STYLE에서 각각 발매한 《하이퍼 아슬아슬 모자이크》와 《특수 목욕탕 TSUBAKI》에 출연해, AV OPEN에서 2년 연속 우승을 차지했으며, 2007년 스카파! 성인방송대상에서 여우상을 수상했다. 이듬해인 2008년 말, 본인의 블로그를 통해 AV와 그라비아 은퇴를 알렸다.
2010년 1월에 발간된 자서전 《새장》을 통해 자신의 삶을 세상에 알렸고, 그 충격적인 내용으로 큰 반향을 일으켰다. 2011년에는 자서전을 기반으로 NHK에서 다큐멘터리가 제작되기도 했다.
2012년 성인 비디오 30주년을 기념해 DMM.com이 주관한, 소비자들을 대상으로 한 성인 비디오 역사상 최고의 AV 여배우를 뽑는 투표에서 37위에 이름을 올렸다.

## 생애와 경력

### 데뷔 이전: 1982년 ~ 2003년

#### 유년 시절
시모무라 아이는 1982년 9월 2일 가고시마현에서 태어났다. 오빠는 선천성 난치병을 앓고 있었기 때문에, 부모는 그녀의 육아에 집중할 수 없었고, 세 살이 될 때까지 미야자키현의 친척에게 맡겨졌다. 두 살 무렵에 오빠가 죽었고, 부모는 이혼해 어머니가 양육권을 가졌다. 형제는 그녀를 포함해 모두 7명이 있었으나, 나이 차이가 많았기 때문에 남남인 것 같은 관계가 이어졌다. 오직 동생만이 형제로 느껴졌다고 한다.
그녀의 어머니는 거액의 빚이 있었고, 남성 편력이 심해 대부업의 징수원과도 교제하게 됐다. 이 남자는 종종 눈 앞에서 어머니에게 폭력을 행사했고, 시모무라의 머리칼을 잡고 고함을 쳤는데, 이는 유년기에 남성상을 형성하는 과정에 영향을 주었다. 이 남자와 교제한 것을 계기로 할아버지는 어머니와 서로 연을 끊었으며, 시모무라는 아동 복지시설에 맡겨진다.
5살 무렵, 어머니가 빚을 진 대부업체가 복지 시설에서 그녀를 유괴해, 1년 가깝게 함께 생활했다. 하지만 유괴범에게 '처음으로 나에게 다정하게 대해주는 사람'이라고 느꼈고 이 인물을 아빠라고 부르며 따랐다. 이 생활은 그녀의 어머니가 남자를 경찰에 신고해 체포되는 것으로 끝이 났으며, 남자는 유괴 및 절도 혐의로 복역중에 감옥에서 죽었다고 한다. 대부업체 사람들이 경찰에 체포되었을 때 어머니는 재혼했는데, 의붓아버지 역시 빚이 있었고, 지속적으로 가정 폭력을 당했다.
시모무라 아이는 자서전에서, 7세부터 15세까지 약 9년간 성적 학대를 받고 있었음을 고백했다. 그녀가 당한 학대들은 펠라치오 및 구내 사정을 강요하는 것부터, 강간을 목적으로 목을 조르는 행위 등이 있었다. 어머니에게 이 사실을 말했으나 묵살되었으며, 이후로 집에서 쫓겨나기 위해 반항기처럼 보이는 행동들을 하기 시작했다. 성적 학대를 받았던 경험으로 연예계에 동경을 갖게 됐는데, 부모가 없어도 생활할 수 있는 유일한 방법이라고 생각했기 때문이다.

#### 고교 시절부터 상경까지
중학교 졸업 후 집에서 벗어날 목적으로 기숙사가 있는 고등학교에 진학했다. 당시 어머니와 의붓아버지가 이혼한다는 말이 있었고, 어머니는 집을 나갔다. 여기에서 오는 스트레스로 그녀는 자신의 손목을 그었으며, 그 과정에서 이상한 안도감과, 면죄부를 얻은 듯한 기분을 느꼈다. 자해는 곧 동급생에게 걸렸으며, 이후로 그녀를 항상 감시하는 인원이 따라붙었다.
시모무라 아이는 이 시절의 심리 상태에 대해 아무리 새로운 환경에서 시작하려고 해도 아버지와 어머니, 가족 문제는 스스로 해결할 수 없어 다시 원점으로 되돌아가는 것이 되풀이되었고, 친한 친구에게도 집안 일은 말할 수 없었다고 말한다. 아버지의 존재는 집을 불편하게 했고, 평소에 어디서 누구와 만나는 것까지 일일이 보고해야만 했다고 한다.
그녀는 고교 졸업 후 전공과(専攻科)에 진학했다. 전공과에서 장학금 혜택을 받는다는 것으로, 의무적으로 졸업 후 5년간 병원에서 근무하기로 되었다.
전공과에 입학한지 얼마 되지 않았을 때 흡연한 사실이 발각되어 근신 처분이 내려졌고 학교에서는 반성문 제출을 요구했다. 하지만 의붓아버지에게 근신 기간중 모든 가사와 생활비 마련을 요구당했고, 그 결과 반성문 작성을 하지 못하게 된다. 이로서 장학금 혜택 중단되었으며, 학비와 기숙사비 800만 엔의 일시 상환을 요구받고 퇴학처분되었다. 하지만 전공과를 졸업하고 근무하게 되어있던 도쿄 도내의 병원이 주선해, 병원에서 근무하는 대신 전공과 입학금을 제외하고 일괄 변제를 하는 것은 면하게 되었다. 2001년 여름, 상경했으며 응급실 정신과에 배속되었다.

### 성인 비디오 여배우: 2004년 ~ 2008년
2003년, 일에 익숙해지고 남자 친구도 생겼을 무렵, 갓 독립한 연예 기획사 사장이라고 자신을 소개한 남자로부터 스카우트되었다. 시모무라 아이는 노래를 녹음한 테이프를 보냈으나, 가수로 데뷔는 무리일 것이라고 통보받고, 노선을 변경해서 수영복 모델과 그라비아로 데뷔했다. 그런데 사장은 성인 비디오로도 데뷔하라고 의향을 물었고, 이후 화보 촬영이 진행되는 상황에서 데뷔할 성인 비디오 업체가 결정되었다고 일방적으로 통보했다. 사장은 구두 계약이라도 계약은 계약이며, 위반하면 600만 엔의 위약금을 내야한다고 말했고, 순간 전문과시절에 800만 엔을 청구받았던 트라우마가 생각나 정상적인 사고를 할 수 없었다. 그녀는 평소 AV를 매우 부정적인 시선으로 보고 있었으며, 자신이 AV에 출연한다는 것은 자신이 경멸하던 사람들처럼 되는 것이라고 여겼다.
첫 촬영이 끝나고 그녀는 분한 감정과 자신의 무력함을 깨닫고 밤새도록 울었다고 회고했다. 데뷔작이 발매되기 직전 그녀는 애인에게 사실을 털어놓고, 이런 자신의 삶에 휘말리게 할 수는 없다며 이별을 통보했다. 병원도 집으로 돌아간다는 이유로 퇴직하였다. 데뷔작은 트라이 하트에서 제작했고 '호노카'라는 예명을 사용했다. 처녀작의 이름은 《꽃봉오리》로, 2004년 8월에 발매되었다. 데뷔 직후 가수로도 데뷔해보자는 얘기가 있었지만, 음반 회사 담당자가 성관계를 요구해 없던 일이 되었다. 6편의 성인 비디오에 출연했을 때, 소속사 사장이 최초 계약시 AV 12편을 촬영하기로 사전 계약했던 것이 탄로나, 자신이 속았다는 사실을 다시금 알게 되었다.
AV 여배우로서 활동하며 다른 분야에서도 작업할 기회를 얻을 수 있었는데, 2006년 4월 TV 도쿄에서 방영된 《시모키타 GLORY DAYS》에 S1 소속의 여배우인 아오이 소라와 아사미 유마, 그리고 가수 스기모토 아야와 함께 출연했으며, 드라마는 12주간 방영되었다. 같은해 10월에는 두편의 TV 드라마에서 배역을 맡았으며, 각각 후지 TV의 프로그램인 《기묘한 이야기 2006년 가을 특별편》과 TV 도쿄의 《큐피트의 장난: 홍옥》이었다. 기묘한 이야기의 에피소드 중에서 〈부장 OL〉편에 출연하였으며, 10월 2일에 방영되었다. 큐피트의 장난은 로맨틱 코미디 드라마로서, 10월 13일부터 11주간 방영되었다.
이듬해에는 V 시네마 비디오 몇 편에 캐스팅되었다. 처음으로 촬영했던 영화는 《TV만 보면 바보가 된다》였다. 감독은 카메이 토루였고, 야마모토 나오키의 동명의 만화를 원작으로 했다. 영화는 2007년 6월 처음 공개되었으며, 7월 25일 DVD로 발매되었다. 또 이구치 노보루가 감독한 액션 호러영화 《머신 걸》에 주연급 배역을 맡았는데, 영화는 2008년 3월 22일 유바리 국제 판타스틱 영화제에서 처음 공개되었고 DVD로 6월 3일 발매되었다. 2008년 6월, 카츠키 히데유키 감독의 극장용 드라마 《트럭의 슈5: 불의 나라 구마모토의 부자 특별급행 편》에서도 배역을 맡았으며, 아이카와 쇼와 핑크 영화 배우 미야시타 준코, 그리고 성인 비디오 배우인 유메노 마리아가 출연했다.
2008년 12월 4일 블로그를 통해 AV 은퇴 소식을 전했으며, 12월 7일 발매된 《유혹 여교사 제 3장》이 그녀의 마지막 작품이 되었다. 이후 12월 20일 Premium의 마지막 이벤트에 참여해 아키하바라의 소프맵 타운을 시작으로, 도쿄의 여러 비디오 판매점을 방문했다. 마지막으로 배우 하기와라 나가레와 함께 AV 그랑프리의 메인 서포터가 되어 활동했다. 대회는 2008년 11월부터 이듬해 2월까지 열렸으며, 이것으로 AV 여배우로서의 활동을 정리했다.

### AV 은퇴 후의 인생: 2009년 ~ 현재

#### 출판 활동
시모무라 아이는 AV 은퇴 후 세 권의 책을 펴냈다. 하나는 2009년 1월 9일에 펴낸 《소악마 섹스》이며, 여성이 바라는 섹스에 대하여 이야기했다. 책은 베스트셀러즈를 통해 발간되었다. 7월 15일, AV 배우로서 경험했던 일들을 담은 두번째 책 《육체의 쾌락: 사랑의 형태》가 발매되었다. 책은 《주간 대중》에 연재했던 칼럼을 바탕으로 쓰여졌으며, 후타바샤에서 발매되었다. 2010년 1월 18일 슈후노토모샤에서 발매된 그녀의 자서전 《새장》은 그 충격적인 내용으로 인해 반향을 일으켰으며, 각종 여성지들로부터 취재 신청을 받았다. NHK는 자서전을 기반으로 다큐멘터리를 한 편 제작했으며, 2011년 6월 20일 《다큐멘트 20min: 벌거벗겨지지 않는 마음》이라는 이름으로 방영되었다.

#### 연기 및 방송 활동
은퇴후 본격적인 연기자 활동을 시작했다. 2009년에는 세 편의 드라마에 게스트로 등장으며, 한 편의 영화에 출연했다. 2009년 1월 3일, TV 아사히에서 방영된 《특명계장 타다노 히토시 시즌4 스페셜》에서 시노하라 에미리 역을 맡았으며, 10월 7일부터 마이니치 방송에서 방영된 《고대소녀 도그짱》에서는 무나카타 사쿠미 역을 맡았다. 같은 달 29일에는 요미우리 TV의 《방청 매니아09: 재판장님! 여기는 4년이 어떻겠습니까?》에 야마다 메구미 역으로 출연했다. 또한 이 해에는 영화 《헥토파스칼: 안달난 여자》의 주연을 맡아 연기했다. 12월 15일 개봉되었고, 이듬해 1월 22일 DVD로 발매되었다. 이 영화는 한국으로 수입되어 《헥토파스칼: 폭풍정사》라는 이름으로 변경후 2010년 11월 25일 개봉했다.
2010년에는 드라마 한 편에 출연했다. 제목은 《다자이 오사무 단편집: 범인》이었고, 2010년 3월 25일 NHK 위성 제2텔레비전을 통해 방영되었다. 한편 2010년 4월부터 방영된 가고시마 TV의 예능 프로그램인 《델포이의 신탁》에 2년간 월 1회씩 고정 출연했다.
2011년은 영화 한 편과 드라마 세 편에 출연했다. 먼저, 영화는 닛카츠가 제작한 《헬 드라이버》로, 니시무라 요시히로가 감독했고 2011년 7월 23일 개봉했다. 작품은 DVD로 2011년 12월 2일 Happinet을 통해 발매되었다. 드라마에서는 후지 TV의 《그래도, 살아간다》의 8, 9화에 등장하였으며, 간호사 역을 맡았다. 그녀의 출연분은 8월 25일과 9월 1일에 방영되었다. 다음 출연한 드라마는 《마메시로 이치로》이며, 카와사키 요코 역을 맡았고, 2011년 10월부터 12월까지 방영되었다. 마지막은 도카이 TV의 일일 드라마 《신부 포렴2》로서, 극중에서 유카리 역을 맡았다.
2012년은 드라마 세 편과 영화 두 편에 출연했다. 후지 TV의 《금요 프레스티지》의 비정기 시리즈인 〈여의사 구라이시 사치코: 죽음의 물방울〉에 출연했으며, 출연분은 2월 17일에 방영되었다. BS아사히와 도쿄 MX의 《비공인전대 아키바렌쟈》에도 출연했으며, 말시나 역을 맡았다. 이 드라마는 4월부터 6월까지 방영되었다. 중간에 영화 한편을 찍었으며, 아키바렌쟈가 방영중이던 5월 26일에 개봉했다. 작품의 제목은 《아직, 인간》이었으며, 마츠모토 준페이가 감독했다. 영화는 3달 뒤 알바트로스에서 DVD로 출시했다. 6월 1일, NHK BS 프리미엄의 시대극 《양지의 나무》에 출연했다. 10월 20일 개봉한, 토에이 제작, 카네다 오사무 감독의 특촬물 《우주 형사 갸반 THE MOVIE》에서 에리나 역을 맡았다. 작품은 이듬해 2월 21일에 토에이에서 DVD로 출시했다.
2013년엔 네 편의 드라마와 한 편의 영화에 출연했다. 1월 도카이 TV의 드라마 《옥신각신 하는 사이에 복이 온다》에서 주연을 맡았으며, 키타무라 히토시 역을 맡았다. 4월에는 두 편의 드라마에 출연했는데, 하나는 도쿄 MX의 《비공인전대 아키바렌쟈 시즌2》이고, 4월 5일부터 6월 28일까지 방영됐다. 나머지 하나는 후지 TV의 《타가링》이고, 드라마는 4월 13일부터 6월 22일까지 방영됐다. 6월에는 NHK의 다큐멘터리 프로그램 《NHK 스페셜》의 비정기 코너인 〈미해결사건 File.03: 아마가사키 살인·사체 유기 사건〉에 출연했다. 사토 사키치 감독의 《도쿄 암충》에 출연했으며, 영화는 9월 28일 도쿄에 위치한 시네마트 롯폰기에서 상영되었다. NHK가 제작한 이와마츠 료 감독의 극장용 드라마 《코러스》에도 출연했으며, 10월 18일부터 도쿄 국제 영화제에서 처음 선보여졌다.
2014년 NHK BS 프리미엄의 《오소로시: 미시마야 변조괴담》 3화에 등장하였고, 출연분은 9월 13일 방영되었다.
2015년 TV 아사히의 《토요 와이드 극장》에서 비정기적으로 방영되는 〈도쿄 남서 감식 파일〉에 출연했다. 출연분은 6월 20일 방영되었다. 카메이 토루 감독의 《무구의 기도》에도 출연했고, 영화의 극장판은 7월 4일 처음 공개되었다.

## 인기와 수상
시모무라 아이는 AV에서 활동하는 동안 일본에서 널리 알려진 AV 여배우들 중 하나였다. 그녀는 DMM이 판매량을 기준으로 집계한 상위 100명의 AV 여배우 순위에서 2006년과 2007년에 3위에 올랐다.
아사미 유마, 아오이 소라, 아오키 린, 오자와 마리아과 함께 S1의 단체 작품 《하이퍼 아슬아슬 모자이크》에 출연했으며, 이 작품으로 2006년에 개최된 AV OPEN에서 우승을 차지했다. 2007년에 열린 스카파! 성인방송대상에서 여우상을 수상했으며, 수상 소감으로 자신이 수상할 줄은 몰랐으며, 팬들에게 고맙다는 말을 전하고 싶고, AV 업계에서 좀 더 유명한 사람이 되었으면 한다고 표했다. 2007년 S1에서 발매된 작품인 《하이퍼 아슬아슬 모자이크: 특수목욕탕 TSUBAKI》는 2007년 AV OPEN에서 우승을 차지했으며, 작품에는 그녀와 S1에 소속된 11명의 여배우들이 출연했다.
2012년, 일본의 주요 AV 배급업체인 DMM은 성인 비디오 탄생 30년을 기념하여, 소비자를 대상으로 역대 최고의 성인 비디오 여배우를 선정하는 투표를 시행했다. 시모무라 아이는 최종 결과에서 37위를 차지했다.

## 출연 정보

#### 다큐멘터리
- 《안테나22》〈몸을 뻗는 일을 택한 여자들〉(アンテナ22 カラダをはった仕事を選んだ女たち) 2006년 5월 29일, 닛폰 TV
- 《다큐멘트20min》〈벌거벗겨지지 않는 마음〉(ドキュメント20min. 裸になれない心) 2011년 6월 20일, NHK
- 《NHK 스페셜》〈미해결사건 File.03 아마가사키 살인·사체 유기 사건〉(NHKスペシャル 未解決事件 File.03「尼崎殺人死体遺棄事件」) 2013년 6월, NHK (다니모토 마리코의 친구 역)

### 라디오
- 《Kakiiin》 : 호노카의 "진짜야!" 코너(매주 금요일 21시 10분) - 2009년 10월 ~ 2010년 3월[91], TBS 라디오 & 커뮤니케이션즈

### 무대 공연
- 《투명인간 레이디》(透明人間レディ) 2007년
- 《리빙 데드: 극단 BOOGIE★WOOGIE》(リビングデッド〜劇団BOOGIE★WOOGIE〜) 2010년

### 뮤직 비디오
- MACKA-CHIN 〈TAKETHISSHIT〉 2006년
- ART-SCHOOL 〈SWAN DIVE〉 2007년

## 출판 정보

### 도서
- 《소악마 섹스》 2009년 1월 8일, 베스트셀러즈 ISBN 9784584122136
- 《육체의 쾌락: 사랑의 형태》 2009년 7월 15일, 후타바샤 ISBN 9784575153491
- 《〈새장〉 ―BIOGRAPHY OF HONOKA》 2010년 1월 18일, 슈후노토모샤, ISBN 9784072705803

### 사진집
- 《호노카 백탈의의 천사》(ほのか 白脱衣の天使) 2004년 4월 27일, 가쿠슈켄큐샤 (촬영 : 하시모토 마사시) ISBN 4054024270
- 《호노카》(ほのか) 2004년 9월 8일, 후타바샤 (촬영 : 노무라 세이이치) ISBN 4575297259
- 《호노카 퍼스트 무크 (바우하우스 무크)》(穂花ファーストムック（バウハウスムック）) 2006년 1월 26일, 바우하우스 (촬영 : 요코야마 코지) ISBN 4778800494
- 《Love Letter》 2006년 5월, 지오티 (촬영 : 오이즈미 미카) ISBN 4860844947
- 《DMM증간 호노카》(DMM増刊 穂花) 2006년 9월 22일, 지오티
- 《KARAMI 36 (SANWA MOOK)》2006년 9월, 산와슛판 (촬영 : 마키하라 스스무) ISBN 9784776901174
- 《HONOKA Maximum》2007년 11월, 사이분칸슛판, (촬영 : 우에노 이사무) ISBN 4775602594
- 《말리꽃 (재스민)》(茉莉花（ジャスミン）) 2008년 10월 30일, 리드샤 (촬영 : 소메세 나오토) ISBN 9784845835553
- 《ANAPPLE》 2010년 6월 30일, 지오티

### 잡지 연재
- 〈호노카 선생님의 SEX 과외수업〉(穂花センセイのSEX課外授業) 《주간 대중》 2008년 9월 29일호부터 연재, 후타바샤
- 〈호노카 교수의 SEX 연구소〉(穂花教授のSEX研究所) 《주간 대중》 2008년 10월 6일호부터 연재, 후타바샤

## 같이 보기
- 시모무라 아이의 작품 목록
- AV OPEN
- 스카파! 성인방송대상
  - 아이다 유아
  - Rio
  - 아스카 키라라
  - 하라 사오리
  - 아사쿠라 유
  - 나루세 코코미
  - 사토 하루키
  - 하타노 유이
  - 사쿠라 마나
- 성인 비디오
- 성인 비디오 여배우

## 참고 문헌
- 시모무라 아이 (2010). 《籠》 [새장] (일본어). 슈후노토모샤. ISBN 4072705802.